# مزرعه دزدکویه
مزرعه دزدکویه یک منطقهٔ مسکونی در ایران است که در دهستان جایدشت واقع شده‌است.